# Orchards/Lupine
Orchards/Lupine é o segundo álbum da banda DeWolff lançado em 2011.

## Faixas
| N.º            | Título                           | Duração |  |
| 1.             | "Diamonds"                       | 06:08   |  |
| 2.             | "Evil And The Midnight Sun"      | 03:00   |  |
| 3.             | "Everything Everywhere"          | 07:19   |  |
| 4.             | "Who Are You Or The Magnificenc" | 02:49   |  |
| 5.             | "Love In C Minor"                | 05:02   |  |
| 6.             | "Higher Than The Sun"            | 04:06   |  |
| 7.             | "Pick Your Bones Out Of The Wat" | 03:17   |  |
| 8.             | "Seashell Woman"                 | 04:56   |  |
| 9.             | "Fever"                          | 04:10   |  |
| 10.            | "The Pistol"                     | 09:45   |  |
| 11.            | "Poison"                         | 04:25   |  |
| Duração total: | Duração total:                   | 54:00   |  |

## Créditos
- Pablo van de Poel - guitarra e vocal (2007 - presente)
- Robin Piso - hammond organ e vocal (2007 - presente)
- Luka van de Poel - bateria (2007 - presente)